# Brandon Cronenberg

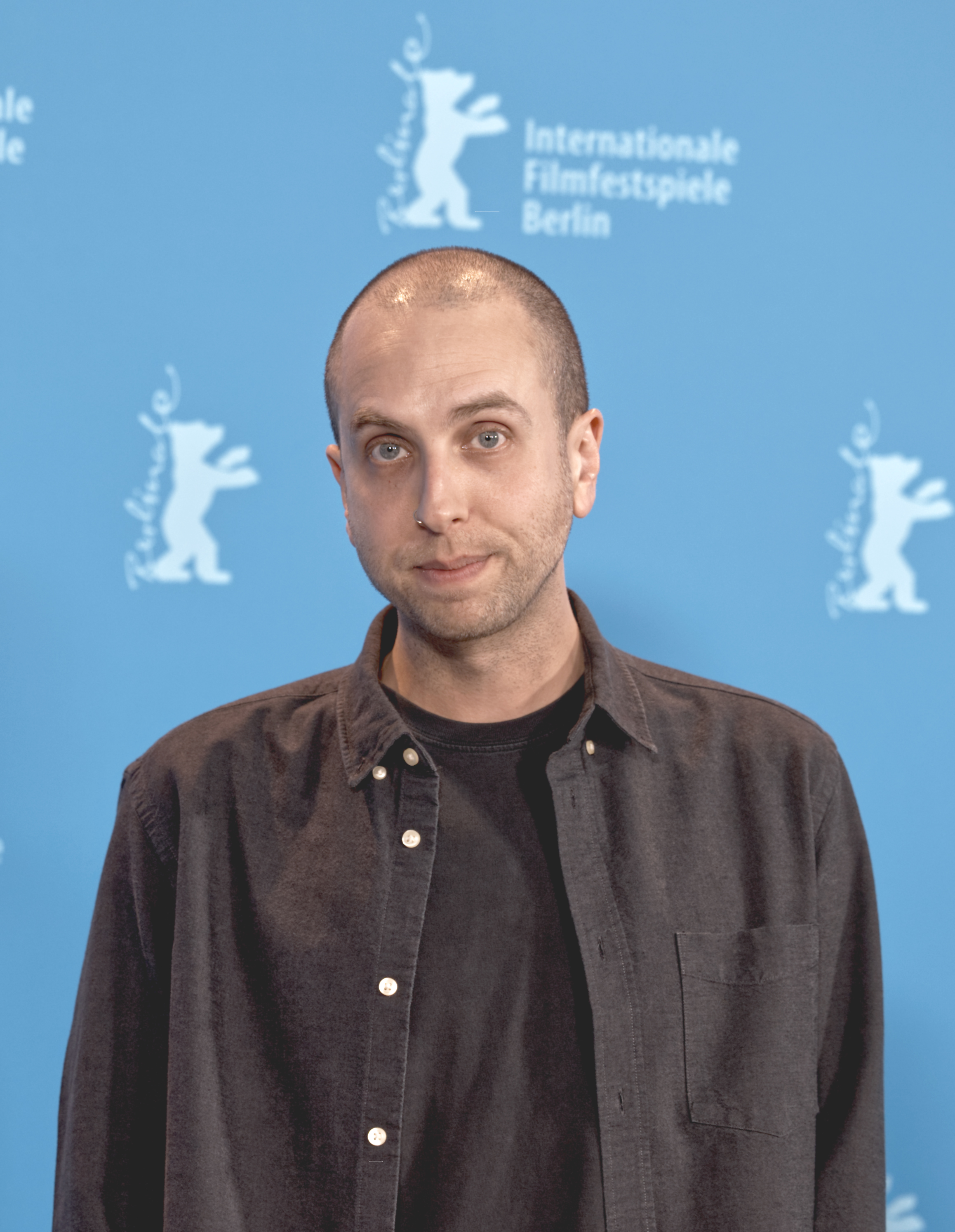
Brandon Cronenberg bei der Berlinale 2023

Brandon Cronenberg (* 10. Januar 1980 in Toronto, Ontario) ist ein kanadischer Filmregisseur und Drehbuchautor.

## Leben und Werk
Brandon Cronenberg wurde 1980 als Sohn des Filmemachers David Cronenberg und dessen Frau Carolyn Cronenberg (geb. Zeifman; 1950–2017) in Toronto geboren. Seine Schwester ist die Fotografin Caitlin Cronenberg (* 1984). Aus der ersten Ehe seines Vaters mit Margaret Hindson hat er eine Halbschwester, Cassandra Cronenberg (* 1972). Die Kostümdesignerin Denise Cronenberg (1938–2020) war seine Tante.
In seiner Jugend betrachtete sich Cronenberg trotz seines Vaters nicht als Filmfan, sondern interessierte sich eher für Literatur. Später studierte er dennoch Filmwissenschaften an der Ryerson University.
Nach ersten Kurzfilmen gab er 2012 mit dem Science-Fiction-Horrorfilm Antiviral sein Debüt als Spielfilmregisseur. Das Drehbuch begann Cronenberg, als er noch Student war und schrieb es in mehreren Etappen, die sich über insgesamt acht Jahre erstreckten. Der Film mit Caleb Landry Jones und Sarah Gadon in den Hauptrollen lief unter anderem bei den Internationalen Filmfestspielen von Cannes 2012 in der Reihe Un Certain Regard. Beim gleichen Festival präsentierte sein Vater den Film Cosmopolis, womit das erste Mal in der Geschichte des Festivals zwei Generationen einer Familie einen Film in Cannes präsentieren konnten.
Der Body-Horror-Film Possessor mit Andrea Riseborough und Christopher Abbott in den Hauptrollen feierte seine Premiere beim Sundance Film Festival 2020. Aufgrund der Kombination von harter Gewalt, Sex und dem Interesse für die Beziehung zwischen Körper und Geist wurde die Verbindung zwischen Possessor und Werk des Vaters von vielen Kritikern thematisiert. Cronenberg möchte durch die Metapher des gehackten Menschen jedoch auch aufzeigen wie angreifbar Menschen durch den technischen Fortschritt bereits geworden sind.
Die Premiere von Cronenbergs drittem Spielfilm Infinity Pool fand am 22. Januar 2023 beim 39. Sundance Film Festival statt.

## Filmografie (Auswahl)
Regie und Drehbuch
- 2008: Broken Tulips (Kurzfilm)
- 2010: The Camera and Christopher Merk (Kurzfilm)
- 2012: Antiviral
- 2019: Please Speak Continuously and Describe Your Experiences as They Come to You (Kurzfilm)
- 2020: Possessor
- 2023: Infinity Pool